# Semir Tuce
Semir Tuce (Mostar, 11 febbraio 1964) è un ex calciatore jugoslavo, bosniaco dal 1991, di ruolo attaccante.

## Palmarès

### Club
- Kup Maršala Tita: 1

Velež Mostar: 1986
- Coppa Svizzera: 1

Lucerna: 1992

### Individuale
- Calciatore jugoslavo dell'anno: 1

1986